# Forestville (Maryland)
Forestville és una concentració de població designada pel cens dels Estats Units a l'estat de Maryland. Segons el cens del 2000 tenia 12.707 habitants.

## Demografia
Segons el cens del 2000, Forestville tenia 12.707 habitants, 4.642 habitatges, i 3.267 famílies. La densitat de població era de 1.223,5 habitants/km².
Dels 4.642 habitatges en un 36,1% hi vivien nens de menys de 18 anys, en un 38,2% hi vivien parelles casades, en un 26,7% dones solteres, i en un 29,6% no eren unitats familiars. En el 24,7% dels habitatges hi vivien persones soles el 4,8% de les quals corresponia a persones de 65 anys o més que vivien soles. El nombre mitjà de persones vivint en cada habitatge era de 2,71 i el nombre mitjà de persones que vivien en cada família era de 3,22.
Per edats la població es repartia de la següent manera: un 28,2% tenia menys de 18 anys, un 7,7% entre 18 i 24, un 32,2% entre 25 i 44, un 23,7% de 45 a 60 i un 8,2% 65 anys o més.
L'edat mediana era de 35 anys. Per cada 100 dones de 18 o més anys hi havia 78 homes.
La renda mediana per habitatge era de 51.831 $ i la renda mediana per família de 57.096 $. Els homes tenien una renda mediana de 37.739 $ mentre que les dones 34.796 $. La renda per capita de la població era de 22.205 $. Entorn del 4,7% de les famílies i el 5,8% de la població estaven per davall del llindar de pobresa.

## Poblacions més properes
El següent diagrama mostra les poblacions més properes.